# Leucetius
Leucetius oder (jünger) Loucetius (gall. Loucetios, Leucetios) war ein keltischer (Heil- und/oder Kriegs-)Gott, der nach der Interpretatio Romana mit dem römischen Kriegsgott Mars gleichgesetzt wurde. Der Name ist vom keltischen Wort für „leuchten, glänzen“ abgeleitet; der Wechsel zwischen /eu/ und /ou/ kommt recht häufig vor. Eine weitere Verbindung wäre auch zum altirischen lóchet (poetisch für „Blitz“) möglich; ebenso käme eine Übertragung des italischen Iupiter-Epithetons Lucetius in Frage.

## Verehrung
Leucetius wurde besonders von den Aresaken, einem Teilstamm der Treverer, und den Vangionen verehrt. Zusammen mit Nemetona hatte er in Mainz (Mogontiacum, römische Provinz Germania superior) einen Tempel im Gebiet der Aresaken. Ein zweiter Tempel des Götterpaares befand sich in Trier (Augusta Treverorum). Aus dem Stammesgebiet der Treverer stammen noch mehrere Loucetius gewidmete Weiheinschriften (alle in der Provinz Germania superior): Ober-Olm, Worms (Borbetomagus), Grosskrotzenburg, Wiesbaden-Frauenstein, Straßburg (Argentorate). Eine Inschrift aus Bath (Aquae Sulis) in England, die dem Götterpaar gewidmet war, wurde von einem Treverer gestiftet. Als Partnerin wird hier die Göttin Nemetona genannt.